# Mutmaßlicher Wille
Der mutmaßliche Wille bezeichnet im Recht einen hilfsweise angenommenen Willen. So ist z. B. eine Geschäftsführung ohne Auftrag berechtigt, wenn die Geschäftsübernahme dem Interesse und dem wirklichen oder mutmaßlichen Willen des Geschäftsherrn entspricht (vgl. § 683 BGB).

## Medizinrechtliche Verbindlichkeit und Patientenverfügung
Medizinrechtlich ist der mutmaßliche Wille entscheidend, wenn ein Patient in nicht einwilligungsfähigem Zustand einer medizinischen Behandlung bedarf, ohne sich zuvor in einwilligsfähigem Zustand schriftlich oder mündlich zur Durchführung der konkreten medizinischen Behandlung erklärt zu haben. Die Behandlung ist dann entsprechend dem mutmaßlichen Willen des Patienten durchzuführen oder zu unterlassen. Auch aus der Gewissensfreiheit ergibt sich kein Recht, sich durch aktives Handeln über das Selbstbestimmungsrecht des durch seinen Bevollmächtigten oder Betreuer vertretenen Patienten hinwegzusetzen und seinerseits in dessen Recht auf körperliche Unversehrtheit einzugreifen. Falls sich trotz sorgfältiger Prüfung keine Anhaltspunkte zur Ermittlung des individuellen mutmaßlichen Willens finden lassen, so kann und muss auf Kriterien zurückgegriffen werden, die allgemeinen Wertvorstellungen entsprechen – im Zweifelsfalle entscheiden sich behandelnde Ärzte deshalb („paternalistisch“) für den Erhalt des Lebens. Eine medizinische Behandlung entgegen dem erklärten Willen des Patienten trotz vorliegender medizinischer Indikation, also etwa das vorsätzliche Missachten einer Patientenverfügung oder eines mündlich geäußerten Patientenwillens (Einwilligungsfähigkeit vorausgesetzt), erfüllt grundsätzlich den Straftatbestand der Körperverletzung. Erfolgt die Beendigung einer medizinisch indizierten Behandlung hingegen, ohne durch den erklärten oder mutmaßlichen Patientenwillen gedeckt zu sein, erfüllt dies grundsätzlich den Tatbestand der Körperverletzung durch Unterlassung oder unterlassene Hilfeleistung. Wird hingegen eine medizinische Behandlung trotz einer nicht mehr gegebenen medizinischen Indikation fortgesetzt, erfüllt dies grundsätzlich ebenso den Tatbestand der Körperverletzung nach § 223 StGB ff. und sollte deshalb beendet werden.
Den mutmaßlichen Willen des Patienten zu erforschen bedeutet, nach bestem Wissen und Gewissen zu beurteilen, „was der Patient für sich selbst in der Situation entscheiden würde, wenn er es könnte“, formuliert die Bundesärztekammer.
Eine vorliegende und gültige Patientenverfügung ist grundsätzlich verbindlich. Ist eine medizinische Situation durch eine Patientenverfügung erfasst, darf ein Betreuer oder Bevollmächtigter keinen anderen Patientenwillen annehmen. Eine Patientenverfügung kann durch den Erklärenden jedoch jederzeit formlos widerrufen werden. 
Für sein Handeln ist auch der Betreuer gegenüber dem Betreuten verantwortlich (§ 1833, § 1826 BGB). Richtet sich ein Betreuer oder Bevollmächtigter eines Patienten trotz situationsbezogener Patientenverfügung nicht nach dieser, kann der Betroffene von ihm Schadenersatz nach § 253 Abs. 2 BGB verlangen. Eine etwaige Schadensersatzverpflichtung des Betreuers gegenüber dem Betreuten wird nicht dadurch ausgeschlossen, dass das Betreuungsgericht (bis 2009 Vormundschaftsgericht) etwas genehmigt hat (BGH Urteile vom 15. Januar 1964 – IV ZR 106/63 – FamRZ 1964, 199, vom 5. Mai 1983 – III ZR 57/82 – FamRZ 1983, 1220, und vom 18. September 2003 – XII ZR 13/01).

### Gesetzliche Regelung
§ 630d Absatz 1 Satz 3 BGB lautet: "Kann eine Einwilligung für eine unaufschiebbare Maßnahme nicht rechtzeitig eingeholt werden, darf sie ohne Einwilligung durchgeführt werden, wenn sie dem mutmaßlichen Willen des Patienten entspricht."
§ 1827 Absatz 2 BGB lautet: "Liegt keine Patientenverfügung vor oder treffen die Festlegungen einer Patientenverfügung nicht auf die aktuelle Lebens- und Behandlungssituation zu, hat der Betreuer die Behandlungswünsche oder den mutmaßlichen Willen des Betreuten festzustellen und auf dieser Grundlage zu entscheiden, ob er in eine ärztliche Maßnahme nach Absatz 1 einwilligt oder sie untersagt. Der mutmaßliche Wille ist aufgrund konkreter Anhaltspunkte zu ermitteln. Zu berücksichtigen sind insbesondere frühere mündliche oder schriftliche Äußerungen, ethische oder religiöse Überzeugungen und sonstige persönliche Wertvorstellungen des Betreuten."